# 에프스타티오스 타블라리디스
에프스타티오스 타블라리디스(그리스어: Ευστάθιος Ταυλαρίδης, 1980년 1월 25일, 세레스 ~)는 흔히 스타티스 타블라리디스(그리스어: Στάθης Ταυλαρίδης)로 알려진 그리스의 은퇴한 축구 수비수이다. 프랑스에서 활약하던 시절, 그는 공격적인 플레이스타일로 인해 "황소" ("Le Taureau") 라는 별명을 얻었다.

## 클럽 경력

### 이라클리스와 잉글랜드
그는 이라클리스 테살로니키에서 데뷔하여 2001년에 21세의 나이에 £1M의 가격으로 아스널에 이적하였다. 그는 1군에 자리를 잡은 적이 없었는데, 그는 솔 캠벨과 콜로 투레에 밀려 포츠머스로 한동안 임대되었다. 그는 아스널에서 8경기 출전하였으나, 8경기 중 한 경기를 제외하고 모두 리그컵 경기에만 출전하였다. 2002-03 시즌, 그는 사우스햄프턴과의 경기에서 프리미어리그 데뷔전을 치렀는데, 당시 아스널의 주전 선수들은 다가오는 FA컵 결승전에서 또다시 사우샘프턴을 상대하기 위해 휴식을 취했다. 2004년 초, 그는 릴로 임대되었고, 같은 해 여름에는 완전 이적을 확정지었다.

### 릴
4월 29일, 그는 4년 계약을 맺고 아스널에서 릴로 이적하였다. 그는 릴에서 성공을 거두었고, 2007년 여름이 되어서 그는 다수 타 구단들의 관심을 받았다. 릴에서 그는 12번의 챔피언스리그와 UEFA컵 경기 출전에 성공하였다. 이중 2006년 10월 30일 경기에서 그는 모국 그리스에서 펼쳐진 릴과 AEK의 경기에서 인상적인 활약을 펼쳤다. 릴과 AEK는 2년전에 만났었으나, 철벽 수비의 중심을 이루는 타블라리디스는 당시 UEFA컵 조별 리그 경기에서 결장해 팀이 승리하는 것을 지켜보아야 했다. 이번에 그는 AEK를 상대로 한 챔피언스리그 3라운드 프랑스 홈경기에서 3-1 승리에 일조하였고, 5년 전에 해외 이주 후 그리스에서 첫 경기를 가지는 것에 대해 만족하였다. "저는 1차전에 출전하여서 행복하며, 2차전에도 출전하면 행복할 것입니다."라고 그는 표의했다. "저는 제가 얼마나 발전했는지 보여주고 싶습니다."라고 덧붙였다. "저는 이 경기에서 승리하기 위해 모든 것을 보여줄 것입니다." 타블라리디스의 인상을 주려는 의지는 비록 자신이 스스로 부인했으나, 국가대표팀 차출되어 그리 많은 기회를 받지 못한 데에 있는 것으로 보였다. "국내에서 유명세를 타는 것은 제게 중요치 않습니다."라고 그는 인터뷰했다. "우리는 오토 레하겔 국가대표팀 감독이 자신의 입맛에 맞는 선수가 존재하는 것도 압니다. 저는 그 유형이 아닙니다. 이에 대해 이상 언급하지 않겠습니다."

### 생테티엔
보르도, 마르세유, 그리고 모나코와 같은 리그 1 거함 구단들과 링크됨에도 불구하고, 타블라리디스는 €2.5M에 생테티엔과의 3년 계약을 공식으로 맺었다. 타블라리디스는 등번호 4번을 받았고, 무스타파 바얄 살과 조합을 이루어 짧은 기간 안에 선발 라인업에 들었다. 타블라리디스는 친정팀 릴과의 경기에서 데뷔했는데, 경기에서 그는 릴 홈팬들의 기립박수를 받았다.
타블라리디스는 그다음 주 소쇼전에서의 1호골로 2-1 승리를 이끌면서 2007-08 시즌을 산뜻하게 시작하였다. 타블라리디스는 2008-09 시즌동안 팀의 부주장을 맡고 나서, 알랭 페랭 감독에 의해 리그 1 2009-10 첫 경기 이후 정주장으로 임명되었다. 타블라리디스는 리그 1 경기에 69번 출전하여 2골을 넣었다. 타블라리디스는 얼마 지나지 않아 장기간 부상을 당하면서 주장직을 수행하지 못하였고, 6경기 출전에 그쳤다.
타블라리디스는 생테티엔과의 계약 만료가 임박함에 따라, 다수 프리미어리그 구단들이 잉글랜드로 그를 도로 데려올 준비를 하고 있다고 보도가 났다. 29세의 그리스인은 아스널에서 3년을 보냈으나, 솔 캠벨이나 마틴 키온에 밀려 1군 자리를 확보하지 못했었다. "저는 프랑스의 릴과 생테티엔에서 좋은 시간을 보냈으나, 잉글랜드 무대에 재도전 할 의사가 있습니다."라고 skysports.com에서 인터뷰하였다. "저는 보다 우수한 선수에 밀려 아스널에서 많은 기회를 받지 못해 떠났었습니다. 저는 제가 그때보다 좋은 선수라고 생각하며 릴에서 UEFA 챔피언스리그 출전을 경험했습니다. 저는 6월에 계약이 만료될 것이며, 저는 잉글랜드에서 다시 기회를 잡고도 싶습니다. 저는 보다 강하고 경험있는 선수로, 프리미어리그 어느 팀이든지 간에 좋은 활약을 할 수 있을 것이라 느낍니다."

### 라리사
2010년 4월 30일, 라리사는 29세 센터백과 협상에 성공하여 이 해 여름에 녹색 군단과의 계약이 만료되면 자유이적으로 팀에 합류하게 될 것이라 발표하였다. 프랑스에서 황소같은 플레이스타일로 '황소' (Le Taureau) 라는 별칭을 얻은 그는 릴과 생테티엔 선수로 활약해 리그 1에서 성공한 그리스 선수이나, 알랭 페랭 감독에 의해 스타드 조프리 귀샤르 연고 팀의 명단에서 밀려났다. 전 올랭피크 리옹 감독이 경질된 후, 타블라리디스는 크리스토프 갈티에르 감독 하에 인상을 줄 기회를 잡았으나, 갈티에르 임기의 첫 경기인 마르세유전에서 10분만에 퇴장당하면서 녹색 군단으로써의 ㅎ뢀약이 사실상 끝나버렸다. 나중에 합류할 구단의 공식 웹사이트에서, 그리스 인터넷 언론에 그는 "저는 제 경력을 해외에서 이어나가는 것을 우선순위로 잡았었습니다. 저는 그리스에 복귀할 여부를 4월까지 결정했으며, 9년만의 복귀는 제가 가족을 거느리는 것으로 인해 만반의 준비를 필요로 합니다. 저는 그리스의 서너개 구단의 추천을 받았으나, 심사숙고 끝에 저는 라리사에 입단하기로 결정했습니다." 타블라리디스는 전에 1월에 그리스 클럽의 진심한 제의를 받았으나, 차남의 출생을 지켜보기 위해 거절했었다. 그는 지난 시즌을 8위로 마친 수페르리가 엘라다 클럽과 4년 계약을 맺었다.
그러나, 2011년 8월 9일, 소속팀이 풋볼 리그로 강등당함에 따라 계약을 해지시켰다.

### OFI
2011년 8월 25일, 타블라리디스는 수페르리가 엘라다에 막 승격한 OFI와 1년 계약을 맺었다. 스타티스 타블라리디스는 OFI의 제의를 수락하였고, 선수는 이라클리오 연고 구단에서 이어지는 2년간 고전하였다. 전 축구선수이자 구단 회장인 니코스 마흘라스는 수비의 중심을 잡아주는 역할을 맡을 경험 많은 수비수를 선수단에 합류시키길 원하였다. 연봉은 €150,000로 고정되었다. 그러나, 클럽은 재정난으로 제때에 급여를 지급하는데 애로가 있었고, 그에 따라 2012년 4월 24일, OFI에서의 2011-12 시즌이 종료되자 구단을 떠나기로 결정하였다.

### 아트로미토스
2012년 6월 2일, 타블라리디스는 아트로미토스와 합의를 보아 계약했다. 타블라리디스는 서명 후, "저는 진지하고 조직된 단체인 아트로미토스에서 경력을 이어나가기로 결정했습니다. 그러나, 진지하며 현재 보기는 드문 오늘과 같은 날을 실현시킨 게오르게 스파노스 회장님의 존재로 인해 저는 안정감을 느낍니다. 이 시기에 저는 최근에 좋은 팀을 조직하고, 선수들의 조항과 그라운드에 최고의 선수를 보내기 위한 관리방식을 지키는 아트로미토스와 같은 팀이 필요합니다. 이 클럽과 계약하도록 몇사람이 저에게 추천한 것이 사실입니다. 얀니스 앙겔로풀로스 기술 고문이 아트로미코스의 치밀한 계획을 공개했습니다. 그래서 이 팀은 저에게 더 잘 들어맞습니다. 이 이적을 결정하게 만든 것은 당연히도 두샨 바예비치의 존재이며, 그가 거둔 성공과 실력을 잘 알고 있습니다. 저는 약속을 꺼리지만, 저는 구단의 목표를 달성하기 위해 최선을 다하겠습니다."라고 인터뷰했다.
2014년 2월, 타블라리디스는 2016년 6월까지 계약을 연장하기로 합의했다.

### 파나티나이코스
2014년 12월, 아트로미토스가 파나티나이코스로 이적했다고 보도되었다. 타블라리디스는 유년 시절부터 자신이 지지하던 파나티나이코스와 계약한 것에 대해 반겼다. 2015년 1월 11일, 그는 에르고텔리스와의 경기에서 첫 골을 성공시켰다. 이 경기는 그의 팀에서의 두번째 경기이자 레오포로스 홈경기에서의 첫 경기에서 한 일이었다.

## 국가대표팀 경력
타블라리디스는 오토 레하겔 감독의 중용을 받은 아키스 지코스, 이에로클리스 스톨티디스, 그리고리스 게오르가토스, 니코스 리베로풀로스, 그리고 바실리오스 치아르타스의 틈바구니에 밀려 그리스 국가대표팀 경기에 단 2번밖게 출전하지 못하였다.